# Afrikanische Pferdepest
Die Afrikanische Pferdepest, Pferdepest oder Afrikanische Pferdesterbe (engl. African Horse Sickness, AHS) ist eine virale Infektionskrankheit bei Pferden, Zebras und Eseln, die zu den anzeigepflichtigen Tierseuchen gehört.

## Erreger

Genomkarte der Gattung Orbivirus

Krankheitsauslösender Erreger ist das Afrikanische Pferdepestvirus, wissenschaftlich African horse sickness virus (AHSV), auch Epizootische-Hämorrhagie-Virus genannt, ein unbehülltes, doppelsträngiges RNA-Virus (dsRNA) der Gattung Orbivirus aus der Familie der Sedoreoviridae. Von diesem Virus sind bislang neun verschiedene Serotypen (AHSV-1 bis 9) bekannt. Der Erreger ist besonders resistent und kann bei kühler Witterung im Freien mehrere Jahre lang überleben.

## Übertragung
Die Afrikanische Pferdepest wird durch blutsaugende Insekten, vor allem durch die Culicoides imicola, einer Mücke aus der Familie der Gnitzen, übertragen (siehe auch Virusinfektion).
Die Insekten nehmen das im Blut eines infizierten Tieres bereits zirkulierende Virus während des Saugaktes auf. Aus dem Magen der Insekten und nach Vermehrungszyklen in den Insekten gelangen die Viren auch in deren Speicheldrüse. So können sie die Viren bei der nächsten Nahrungsaufnahme auf ein anderes ggf. noch nicht infiziertes Tier übertragen. Eine Übertragung sowohl durch Kontaktinfektion bzw. Schmierinfektion unter Tieren ist ebenso wenig bekannt wie eine Übertragbarkeit auf den Menschen. Eine Ansteckung von Hunden über den Verzehr von virushaltigem Fleisch ist jedoch beobachtet worden.
Eine weitere Möglichkeit der Infektion ist die Übertragung der Viren durch kontaminierte Spritzen im Rahmen tierärztlicher Tätigkeiten.
Die Empfänglichkeit für diese Infektionskrankheit ist in der Familie der Pferde am größten. Dazu zählen u. a. Hauspferde, Zebras und Esel. Die Infektion ist auch beim Afrikanischen Elefanten, bei Angoraziegen und Hunden festgestellt worden.
Da Zebras und Esel über längere Zeit infiziert sein können, ohne schwer zu erkranken, gelten sie als Erregerwirte bzw. Reservoirwirte.

## Vorkommen und Ausbreitung
Die Pferdepest ist in Afrika südlich der Sahara heimisch und dort seit Jahrhunderten bekannt. Sie wurde erstmals Ende des 18. Jahrhunderts durch Europäer als Tierkrankheit beschrieben, nach der Einführung von Pferden, Maultieren und Eseln während der Kolonisation des Südens von Afrika. Die Afrikanische Pferdepest tritt überwiegend während der Sommerregenzeit auf. Diese saisonale Erscheinungsform der Erkrankung hängt eng mit der Flugzeit der übertragenden Insekten zusammen. Die Seuchenhöhepunkte sind daher bei feuchtwarmem Wetter und während der Schwärmperiode. Durch Winde können infizierte Mücken jedoch bis zu 200 Kilometer weit versetzt werden und anschließend am neuen Ort den Erreger weiterverbreiten. Auch als „blinde Passagiere“ in Fahrzeugen und Flugzeugen können sich die Insekten in andere Regionen verbreiten.
Wahrscheinlich auch aus diesem Grund sind bedeutende Krankheitsausbrüche im Iran, in Pakistan und Afghanistan (1959) sowie in Indien (1960) aufgetreten. Die letzten Fälle in Europa wurden 1987 bis 1990 aus Spanien (Madrid und Andalusien), Südportugal und Marokko/Algerien (1989/90) gemeldet. In Deutschland ist die Erkrankung noch nie aufgetreten.
Die Verbreitung der Afrikanischen Pferdepest ist abhängig vom Vorkommen ihrer Überträger. Der Hauptvektor war bislang zwischen 40° n. Br. und 35° s. Br. verbreitet. Das Verbreitungsgebiet scheint sich aber in letzter Zeit infolge der globalen Erwärmung deutlich nach Norden auszudehnen. Durch  Tierwanderungen und den Handel infizierter Tiere einerseits, die Verschleppung von Insekten durch Fahrzeuge, Flugzeuge und starke Winde andererseits kann der Erreger jederzeit in zuvor virusfreie Regionen eingeschleppt werden. Dort ist ihm ein Überleben jedoch nur möglich, wenn geeignete Vektoren und eine empfängliche Wirtspopulation vorhanden sind.

## Krankheitsbild
Besonders bei Pferden nimmt die Erkrankung einen schweren Verlauf und endet damit sehr oft auch tödlich. Die Krankheit ist in Deutschland anzeigepflichtig.
Nach einer jeweils unterschiedlichen Inkubationszeit können vier klassische Formen der Pferdepest auftreten:
- Die perakute oder pulmonale Form, auch als Dunkop bezeichnet, hat eine kurze Inkubationszeit von drei bis fünf Tagen. Danach treten hohes Fieber von ca. 40–41 °C, Husten, schaumiger Nasenausfluss und Dyspnoe (Atemnot) auf. Bei dieser Krankheitsform erreicht die Sterblichkeit bei Pferden meist 95 %.

- Die subakute, oedematös kardiale Form, auch Dikkop genannt, hat eine sieben- bis 14-tägige Inkubationszeit. Danach treten Fieber (39–40 °C), Schwellungen an Kopf und Hals (Ödeme), Zyanose (Blau-/Rotfärbung von Haut und Schleimhäuten auf Grund von Verringerung des Sauerstoffgehalts im Blut), Blutungen auf Schleimhäuten und Konjunktivitis (Bindehautentzündung am Auge) auf. Nach vier bis acht Tagen tritt in der Hälfte der Fälle der Tod durch Herzversagen (Myokarditis) ein.

- Die akute oder gemischte Verlaufsform ist meist nur pathologisch als solche charakterisierbar.

- Das Pferdepestfieber, das die mildeste Verlaufsform mit variabler Inkubationszeit von fünf bis 14 Tagen darstellt. Nach einer Fieberperiode von fünf bis acht Tagen erfolgt meist eine vollständige Erholung: Vor allem bei weniger empfänglichen Tieren (Eseln), geimpften Tieren und Tieren, die mit einem anderen Erregerserotyp erneut infiziert wurden.

## Vorbeugung und Therapie bei Haustieren
Zur Krankheitsvorbeugung gehören die planmäßige Insektenbekämpfung, die Stallhaltung gefährdeter Tierbestände während der Nacht sowie Impfungen (aktive Immunisierung) in verseuchten oder seuchenverdächtigen Ländern. Da es keine virusspezifische Therapie gibt, bleibt nur – zur Unterbrechung der Infektionskette – eine sofortige Quarantäne und anschließende Tötung der erkrankten Nutztiere.
In Deutschland besteht für die Afrikanische Pferdepest Anzeigepflicht nach dem Tiergesundheitsgesetz (TierGesG). Auch nach dem österreichischen Tierseuchengesetz ist die Afrikanische Pferdepest eine anzeigepflichtige Tierseuche. In der Schweiz wird die Afrikanische Pferdepest durch die Tierseuchenverordnung (TSV) als hochansteckende Tierseuche im Sinne des Schweizer Tierseuchengesetzes (TSG)  eingestuft und zählt damit zu den Tierseuchen, deren Bekämpfung als von höchster Wichtigkeit eingestuft wird.
Laut Bundesamt für Lebensmittelsicherheit und Veterinärwesen (Schweiz) gibt es eine Impfung, welche aber in der Schweiz nicht zugelassen und ihre Anwendung verboten ist.